# Janov (Prešov)
Janov es un municipio del distrito de Prešov en la región de Prešov, Eslovaquia, con una población estimada a final del año 2024 de 309 habitantes.
Se encuentra ubicado en el centro-sur de la región, en el valle del río Torysa (cuenca hidrográfica del río Tisza) y cerca de la frontera con la región de Košice.

## Demografía
| Año        | 1994 | 2004     | 2014     | 2024    |
| ---------- | ---- | -------- | -------- | ------- |
| Población  | 248  | 277      | 325      | 309     |
| Diferencia |      | +11,69 % | +17,32 % | −4,92 % |

| Año        | 2023 | 2024    |
| ---------- | ---- | ------- |
| Población  | 314  | 309     |
| Diferencia |      | −1,59 % |